# Monopteryx uaucu
Monopteryx uaucu är en ärtväxtart som beskrevs av George Bentham. Monopteryx uaucu ingår i släktet Monopteryx och familjen ärtväxter. Inga underarter finns listade i Catalogue of Life.